# Llista d'emperadors de Mèxic
Tot seguit hi ha una llista dels emperadors de Mèxic.

## Imperi Mexica
Els tlatoanis o emperadors asteques accedien al càrrec a Tenochtitlan per herència de pare a fill o a germà, segons el dictat d'un consell integrat pels principals membres de la mateixa dinastia imperial com màxim governant.
- 1377-1390: Acamapichtli

Fundador de la dinastia Acamapichtli o dinastia tenochca (Colhua-Mexicatl).
- 1390-1418: Huitzilíhuitl
- 1418-1427: Chimalpopoca
- 1427-1440: Izcóatl
- 1440-1469: Moctezuma I
- 1469-1481: Axayàcatl

Axayàcatl I, net d'Izcóatl.
- 1481-1486: Tízoc

Tízoc I va ser el setè uei tlatoani de l'imperi. Era germà d'Axayàcatl. Ell va estar especialment dedicat a la vida religiosa i amb escàs èxit en l'expansió militar, ja que va tenir un regnat relativament curt. La seva primera campanya, l'atac a la ciutat de Meztitlán, va resultar una derrota i (tot i les catorze campanyes militars que va emprendre) no va poder acréixer els dominis de la Triple Aliança. Això li va inclinar a dedicar-se més a administrar i "educar" el conquistat, que a conquistar nous pobles. Aquest pacifisme va provocar algunes revoltes, com la de Tollocan, que va ser apaivagada lleument, comparant amb els cruels aixafaments de la Triple Aliança. D'altra banda, va emprendre conquestes cap a Veracruz i Oaxaca.
Va manar construir un monòlit conegut com "La pedra de Tízoc" que rememorase les conquestes de Tamajachco i Miquitlan en territori huasteca, Atezcahuacan, en Pobla, o Otlappan, a Guerrero. No obstant això, alguns historiadors atribueixen moltes de les conquestes no a Tízoc mateix sinó als seus antecessors. Va desenvolupar el primer sistema de correus de l'imperi i ca promoure la mesura en principi ben acollida de sumar a l'estil de vida mexica als pobles sotmesos, però en uns quants anys, al veure els costos d'aquesta empresa, i a l trobar limitats a uns tributaris cada vegada més domesticats, però menys pagadors i cada vegada menys respectuosos es va veure la impossibilitat de la seva continuació. El caràcter insípid i els insuficients èxits del tlatoani van catalitzar la intriga contra ell que suposadament es va forjar amb el seu enverinament per una conjura dels membres de la seva cort Techoylala i Maztla, senyors de Tlachco i Iztapalapa respectivament.
- 1486-1502: Ahuítzotl

Ahuítzotl I, també germà d'Axayàcatl i pare de Cuauhtémoc, va governar del 10 de setembre de 1486 fins al 2 de setembre de 1502. Va ser el uei tlatoani que va portar als mexiques en un temps relativament curt a dominar pràcticament tot el centre i sud dels actuals territoris de Mèxic (Guatemala inclosa, des del Golf de Mèxic fins a l'oceà Pacífic). Els guerrers mexiques actuaven amb estímul per la figura del seu tlatoani, un governant guerrer que no dubtava a anar al front de les batalles. A més d'ampliar el seu imperi per la força, va saber convèncer i comerciar amb els pobles vençuts, obrint les portes de l'imperi a altres més allunyats. En 1487, el tlatoani va inaugurar el Gran Teocalli o Temple Major.
Va ser conqueridor per excel·lència. Va ordenar la construcció d'un aqüeducte per portar aigua de Coyoacán a Tenōchtitlān a 1499, el qual es va trencar i va provocar una inundació en què va morir molta gent. Es diu, que en aquest desastre Ahuítzotl es va colpejar el cap al passar per una porta baixa, el que li portaria conseqüències que el portarien a la seva mort tres anys després, en 1502. El seu nebot, Moctezuma II, el va succeir en el càrrec.

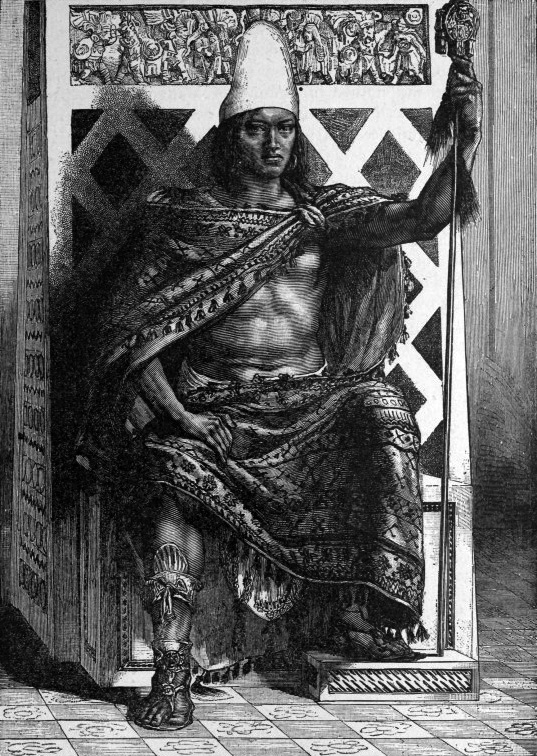
Moctezuma II el Xocoyotzin

- 1502-1520: Moctezuma IIMoctezuma II el Xocoyotzin

Moctezuma II el Xocoyotzin va ser el novè emperador de l'Imperi Mexica. Va ser nomenat uei tlatoani a l'any 1502. Al seu regnat, els dominis de l'imperi es van estendre a les ciutats de Texcoco i Tlatelolco. Va ser escollit després de la mort d'Ahuízotl, qui va morir durant la inundació de 1502. També va ser cap militar durant campanyes militars del seu predecessor. Ja electe, va mantenir una política enèrgica fins i tot cap a l'intern i va implementar mecanismes per centrar el poder en la seva persona. Per tal d'estructurar els seus dominis, Moctezuma va organitzar l'imperi en diverses províncies, va crear una sòlida administració central i va regular el sistema tributari. A l'hora de rebre el poder, els altépetl (senyorius) sotmesos tributaven altes càrregues econòmiques, però es trobaven dispersos en zones geogràfiques que contenien regions enemigues com la República de Tlaxcala, senyorius de Xoconusco i els purépetxes, per la qual cosa va enfocar el seu aparell militar a la submissió d'aquests altépetl, cosa que no va aconseguir en definitiva.
El 8 de novembre de 1519, es va trobar per primera vegada amb Hernán Cortés. Moctezuma II va cedir davant totes les sol·licituds de Cortés, ja que no va poder reunir un exèrcit prou gran com per poder vèncer-ho. Els seus 400 homes amb 40 cavalls, i més de 3000 aliats tlaxcaltecas van ser allotjats en el sumptuós palau del seu pare, Axayàcatl. Moctezuma va acceptar ser batejat i declarat súbdit d'Espanya, on encara viuen els seus descendents, els comtes de Miravalle i els ducs de Moctezuma. El 29 de juny de 1520, després de successos com la Matança del Temple Major, en un intent per sufocar el violent tumult, Moctezuma va treure el cap a la balconada del seu palau, instant als seus seguidors a retirar-se. La població va contemplar horroritzada la suposada complicitat de l'emperador amb els espanyols, pel que van començar a llançar-li pedres i fletxes que ho van ferir mortalment, morint poc temps després a conseqüència de les ferides. Un cop de pedra l'havia escalabrat. Moctezuma II volia que el seu fill fos el seu successor com Chimalpopoca II, però va ser el seu germà qui va prendre el poder.
- 1520-1520: CuauhtlàhuacCuauhtlàhuac I

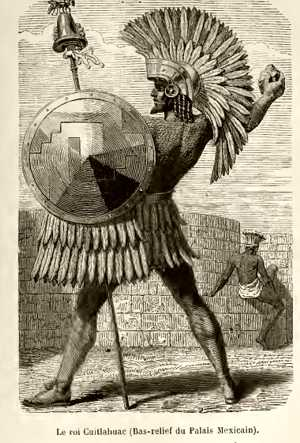
Cuauhtlàhuac I

Cuauhtlàhuac I, germà de Moctezuma II, va ser nomenat emperador el 7 de setembre de 1520. Ell havia sigut un tlacochcálcatl o gran general de l'exèrcit mexica. Al juny de 1520 ja es trobava presoner d'Hernán Cortés per haver tramat un aixecament en contra dels espanyols. Quan Cortés va tornar després d'haver derrotat en Cempoala a Pánfilo de Narváez, va trobar que Tenochtitlan s'havia revoltat amb motiu de la matança feta al Temple Major ordenada per Pedro d'Alvarado. Cortés va exigir a Moctezuma II que restablís el mercat i tornés el poble a la tranquil·litat. Llavors, a petició de Moctezuma, Cortés va posar en llibertat a Cuauhtlàhuac perquè s'encarregués d'arreglar les coses. Mas aquest, al quedar lliure, va encapçalar l'aixecament i va atacar amb tal feresa la caserna on hi havia els espanyols i els seus aliats que Cortés, temorós de ser completament aniquilat, va exigir a Moctezuma que pugés al terrat del palau per arengar els seus súbdits mexiques i demanar-los es mantinguessin en pau.
Moctezuma II va morir i Cuauhtlàhuac va obtenir el poder complet. Ell també va ser l'estrateg principal dels combats que van donar la victòria als mexiques en l'anomenada Nit Trista el 30 de juny de 1520. Durant els seus homenatges de coronació, van ser sacrificats tots els espanyols i aliats que havien caigut presoners al palau d'Axayàcatl i de la rereguarda dels conqueridors que no van aconseguir escapar quan es va enfonsar el pont portàtil que col·locaven per passar les rases. La verola posar fi a la vida de Cuauhtlàhuac el 25 de novembre de 1520, a només unes setmanes d'aconseguir vèncer els espanyols. Hi havia reunit ja un exèrcit de tres divisions amb un total de més de 500,000 soldats, milers de vegades més nombrosos que les forces de Cortés, i fins i tot més que les forces espanyoles totals instal·lades a Cuba. Cuauhtlàhuac va morir als 44 anys. La verola era una malaltia desconeguda fins llavors a Amèrica, sent introduïda pels espanyols de l'expedició de Pánfilo de Narváez.
- 1520-1521: CuauhtémocCuauhtémoc I

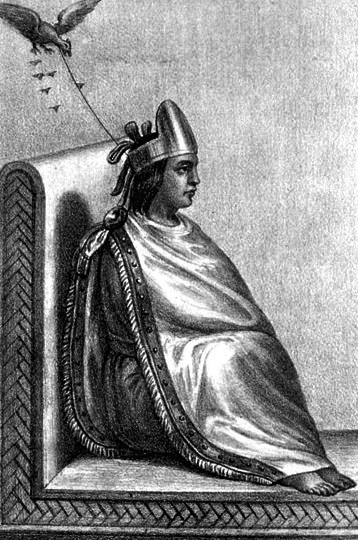
Cuauhtémoc I

Cuauhtémoc I va ser nomenat emperador dels mexiques el 25 de gener de 1521. Es va donar a la tasca de reorganitzar l'exèrcit mexica, reconstruir la ciutat i fortificar per a la guerra contra els espanyols, ja que suposava que aquests tornarien a lluitar contra els mexiques. Va enviar ambaixadors a tots els pobles sol·licitant aliats, disminuint les seves contribucions i àdhuc eliminant per a alguns. Es va casar amb Isabel Moctezuma la filla del seu cosí. Els espanyols van tornar un any després d'haver fugit i amb ells venia un contingent de més de dos cents mil aliats nadius, la majoria d'ells tlaxcalteques, històricament enemics dels mexiques. Cuauhtémoc es va encarregar d'executar a la noblesa mexica que públicament donés suport a un acord pacífic amb els espanyols. A més, va sacrificar a molts espanyols en forma de guerra psicològica, per provocar por als conquistadors.
Després d'assetjar l'exèrcit de Cortés la ciutat de Tenochtitlan per 90 dies, el 13 d'agost de 1521 (una data especial perquè era la data en què es tancava el cercle del calendari asteca), Cauhtémoc es va rendir voluntàriament i es va lliurar als espanyols. Un cop a la seva presència, assenyalant el punyal que el conqueridor duia a la cintura, li va demanar que el matés amb ell, ja que no havent estat capaç de defensar la seva ciutat i als seus vassalls, preferia morir a les mans de l'invasor. Entre els guerrers mexiques, com el mateix Cuauhtémoc, s'assumia que el derrotat i capturat per l'enemic havia d'acceptar morir en sacrifici als déus per així aconseguir com a destinació final acompanyar el sol en la seva travessia diària. A Cortés no li va interessar la mort de Cuauhtémoc. Preferia utilitzar davant els mexiques la seva dignitat de Hueyi tlatoani, ara subsidiària de l'emperador Carles V i del propi Cortés.
Així ho va fer amb èxit, aprofitant la iniciativa i el poder de Cuauhtémoc per assegurar la col·laboració dels mexiques en els treballs de neteja i restauració de la ciutat. En els quatre anys que van seguir, la desconfiança en Cortés va portar a la mort de Cuauhtémoc el 28 de febrer de 1525 a Hondures. Després de la seva mort, Cortés va escollir a Tlacotzin, i després a Motelchiuh, per a ser el seu successor com nou tlatoani fusionant-se amb el nou títol de governador del Regne de Mèxic, ara part de l'Imperi Espanyol.

## Imperi Mexicà

### Primer Imperi Mexicà
- 1821-1823: Agustí I

Agustí I de Mèxic.

Agustí I va ser un polític i militar mexicà, la participació del qual va ser decisiva per l'assoliment de la independència de Mèxic i de l'Amèrica Central. El 1822 va rebre el títol d'emperador de Mèxic. El 25 de febrer, 1822 van començar les activitats del Congrés Constituent que s'enfrontaria amb la Regència: el Congrés es declarava l'únic representant de la sobirania de la nació, prohibia les despeses no autoritzades i eliminava els emprèstits forçosos. Atès que cap monarca europeu va acceptar la corona de Mèxic (Espanya tenia la intenció de recuperar Mèxic, i de fet, va intentar-lo el 1829), els consellers d'Iturbide intentaven convèncer-lo de ser designat emperador a l'estil de Napoleó I.
Iturbide va acceptar, encara que era un firm creient del Dret Diví dels Reis Va ser batejat amb els noms de Sants Cosma i Damian a la catedral que hi ha. Va ser el cinquè fill nascut dels seus pares, però va ser l'únic home que va sobreviure i va heretar el nom de Iturbide basc de la seva família i pensava que cap persona sense sang reial n'era digne. Els partidaris d'Iturbide van produir diverses protestes que demanaven que fos elegit com a emperador. Davant la pressió, el Congrés va proclamar, l'endemà, a Itrubide com a emperador de Mèxic, després del vot unànime del mateix.
Així, doncs, hi va haver un pretendent legítim al tron de Mèxic per la Dinastia Iturbide:
- Agustín Jerónimo de Itúrbide y Huarte - Agustí II (1823-1864)

### Segon Imperi Mexicà
- 1864-1867: Maximilià I

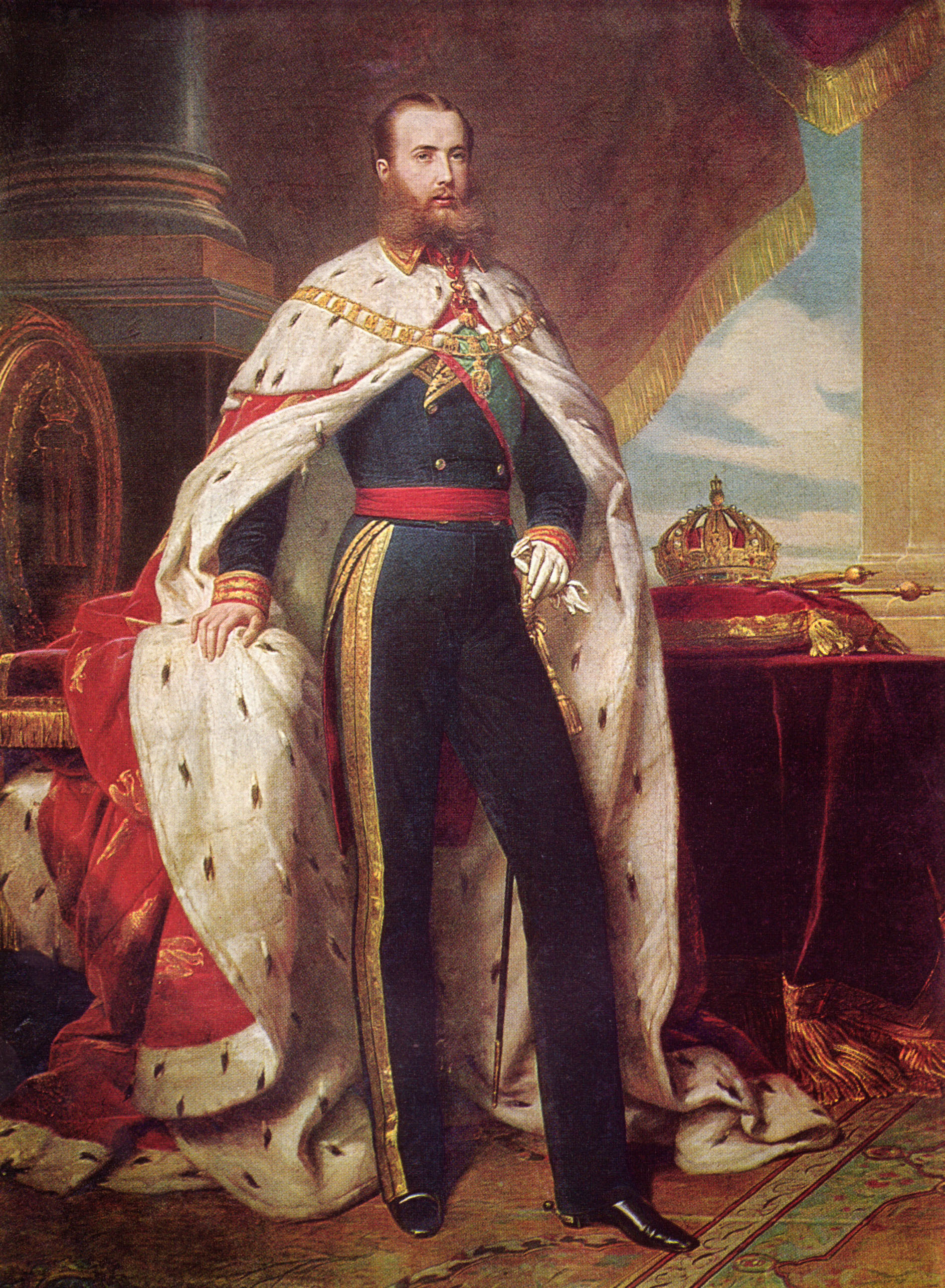
Maximilià I de Mèxic.

Maximilià I va ser coronat emperador de Mèxic de 1864-1867 pels conservadors en el poder de bell nou el 1863, quan es va restablir la monarquia parlamentària. Benito Juárez va fugir cap al nord, i des de Chihuahua va formar un govern d'oposició a la monarquia. Encara que Europa va reconèixer el govern monàrquic, els Estats Units van reconèixer oficialment al govern republicà de Benito Juárez. En arribar a la ciutat va escollir el Castell de Chapultepec com a residència i va manar traçar un camí que li connectés al centre de la ciutat que va anomenar Avinguda de l'Emperadriu, l'actual Passeig de la Reforma. El govern monàrquic va ser molt lliberal, i es va caracteritzar per noves lleis i projectes per fer créixer Mèxic.
L'emperador aprovà una llei que prohibia el càstig corporal dels treballadors i limitava les hores de treball, que garantia el pagament dels salaris en moneda de metall. Estipulà que els deutes contrets pels pares no podien ser heretades pels fills. Establí lleis com la d'impremta, que defensava la llibertat de premsa; la de la justícia, que creava la figura del ministeri públic; o la d'instrucció, que posava les bases per a l'educació primària obligatòria i gratuïta al llarg de l'Imperi. A més a més, perdonà els deutes que superessin els 10 pesos a tots els camperols i abolí el treball dels menors. També tenia un projecte expansionista per a Mèxic al cap, en el qual s'annexaria l'Amèrica Central i també colonitzaria Àfrica, però no va aconseguir a realitzar-lo. La emperadriu Carlota de Mèxic, la única dona que ha governat Mèxic (ja que ella era regent quan Maximilià no estava a la capital), també organitzà nombroses festes recaptant fons per a la beneficència, creà centres artístics i culturals i escoles a l'Imperi.
Atès que Maximilià i Carlota no podien tener fills, van adoptar Agustín de Iturbide y Green i el seu cosí Salvador de Iturbide y de Marzán, ambdós nets d'Agustí I, el primer emperador de Mèxic. Agustín de Iturbide y Green va rebre el títol "Sa Altesa, el Príncep d'Iturbide", i pretesament havia de ser l'hereu al tron mexicà. Tot i que no tenen cap reconeixement oficial (a Mèxic els títols nobiliaris no són reconeguts per la llei), els descendents del Príncep d'Iturbide van ostentar llur títol.
Els pretendents legítims al tron de Mèxic per la Dinastia Habsburg-Iturbide van ser:
- Agustín de Itúrbide y Green - Agustí III (1867-1925) (adoptat per Maximilià I de Mèxic)
- María Josepha Sophia de Itúrbide y Mikos - Maria I (1925-1949)